# Shine (álbum de Anette Olzon)
Shine es el álbum debut de la cantante sueca Anette Olzon. Fue publicado por earMUSIC el 26 de marzo (Suecia), 28 de marzo (Alemania, Finlandia, Rusia, España), 31 de marzo (Francia, Holanda, Bélgica, Luxemburgo, Polonia, República Checa, Noruega, Dinamarca, Reino Unido), 1 de abril (Italia) y 8 de abril (Estados Unidos).
El proceso de composición empezó en 2009, durante Dark Passion Play World Tour, la primera gira de Olzon como vocalista de Nightwish. En 2011 subió las demo de dos canciones en su perfil de MySpace: "Invincible" y "Floating".
El primer adelanto del álbum, "Falling", fue lanzada para descarga digital el 17 de diciembre de 2013, acompañado por un lyric video en Youtube. Un adelanto del primer sencillo oficial del álbum, "Lies", fue publicado en la página oficial de Anette Olzon en Facebook el 7 de febrero de 2014; el sencillo completo fue lanzado el 14 de febrero de 2014.

## Canciones
| N.º | Título                       | Duración |  |
| 1.  | «Like a Show Inside My Head» | 3:38     |  |
| 2.  | «Shine»                      | 3:29     |  |
| 3.  | «Floating»                   | 3:09     |  |
| 4.  | «Lies»                       | 5:02     |  |
| 5.  | «Invincible»                 | 3:17     |  |
| 6.  | «Hear Me»                    | 3:04     |  |
| 7.  | «Falling»                    | 4:30     |  |
| 8.  | «Moving Away»                | 4:59     |  |
| 9.  | «One Million Faces»          | 2:54     |  |
| 10. | «Watching Me from Afar»      | 4:14     |  |

## Posición de lista
| Gráfica (2014)              | Pico de posición |
| --------------------------- | ---------------- |
| Sweden Top 100 Albums Chart | 59               |